# ویگورو

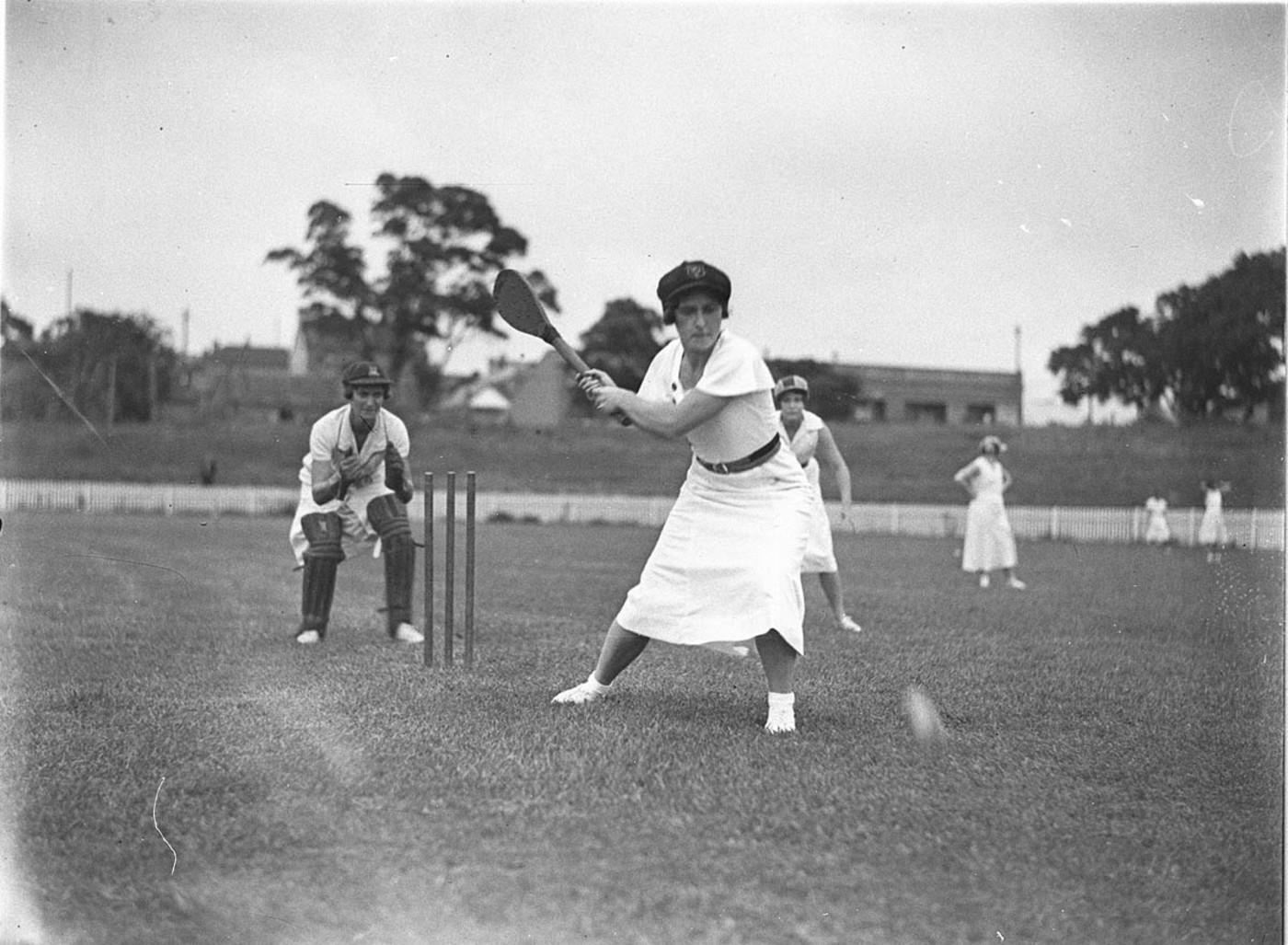
ویگورو

لاکراس روی چمن یا ویگورو (به انگلیسی: Vigoro) ورزشی تیم است که عمدتاً در استرالیا و توسط زنان انجام می‌شود. قوانین این ورزش مشابه قوانین ورزش کریکت و تنیس بود؛ هرچند شکل فعلی آن دارای قوانینی مشابه کریکت و بیسبال می‌باشد. این ورزش در سال ۱۹۰۱ میلادی توسط مردی انگلیسی به نام جان جورج گرانت ابداع شد.